# Запселье (Великобагачанский район)
Запселье (укр. Запсілля) — село,
Остапьевский сельский совет,
Великобагачанский район,
Полтавская область,
Украина.
Код КОАТУУ — 5320283602. Население по переписи 2001 года составляло 146 человек.

## Географическое положение
Село Запселье находится на левом берегу реки Псёл,
на противоположном берегу расположено село Остапье.
К селу примыкает большое озеро Речище, на противоположном берегу которого расположено село Ухановка.